# Landerrouet-sur-Ségur
Landerrouet-sur-Ségur is een gemeente in het Franse departement Gironde (regio Nouvelle-Aquitaine) en telt 108 inwoners (1999). De plaats maakt deel uit van het arrondissement Langon.

## Geografie
De oppervlakte van Landerrouet-sur-Ségur bedraagt 3,1 km², de bevolkingsdichtheid is 34,8 inwoners per km².
De onderstaande kaart toont de ligging van Landerrouet-sur-Ségur met de belangrijkste infrastructuur en aangrenzende gemeenten.

## Demografie
Onderstaande figuur toont het verloop van het inwonertal (bron: INSEE-tellingen).

1. ↑  Populations de référence 2022.